# Robert Guez
Pour les articles homonymes, voir Guez.
David Robert Guez, né le 10 août 1918 à Casablanca (Maroc) et mort le 29 juillet 1993 à Évry (Essonne),, est un réalisateur français. Après avoir débuté au cinéma, il s'est imposé à la télévision notamment grâce au succès du feuilleton Thierry la Fronde.

## Biographie
Au cinéma, Robert Guez a collaboré à huit reprises avec Jean Boyer en tant qu'assistant réalisateur.
En 1961, il réalise pour la télévision Le Temps des copains, d'après le roman de Jean Canolle. Le feuilleton témoigne du quotidien parisien de trois étudiants incarnés par Henri Tisot, Claude Rollet et Jacques Ruisseau. Le succès de la série se conclut par la sortie sur grand écran d'un long métrage en 1963.
Mais c'est bien à la télévision que Robert Guez s'impose avec Thierry la Fronde. S'il réalise effectivement les deux premières saisons de la série, une chute de cheval le contraint à laisser ensuite la direction à Pierre Goutas, initialement réalisateur de la seconde équipe.
Au milieu des années 1970, il filme le milieu du cirque avec Les Zingari et celui des courses automobiles avec Pilotes de courses.
Il réalise aussi des téléfilms, dont Les Écrivains (1973) et Le Milliardaire (1976), deux adaptations de l’œuvre de Michel de Saint Pierre.
Il meurt à l'âge de 74 ans le 29 juillet 1993 à Évry, et est inhumé au cimetière du Père-Lachaise (90e division).

## Filmographie

### Cinéma

#### Assistant-réalisateur
- 1949 : Une femme par jour de Jean Boyer
- 1949 : Nous irons à Paris de Jean Boyer
- 1950 : Le Rosier de Madame Husson de Jean Boyer
- 1952 : Coiffeur pour dames de Jean Boyer
- 1952 : Le Trou normand de Jean Boyer
- 1953 : Cent francs par seconde de Jean Boyer
- 1953 : Femmes de Paris de Jean Boyer
- 1956 : Le Couturier de ces dames de Jean Boyer

#### Réalisateur
- 1962 : Mon oncle du Texas avec  Henri Tisot, Berthe Bovy, Jess Hahn et Julien Carette
- 1963 : Le Temps des copains avec Henri Tisot, Claude Rollet et Jacques Ruisseau et Liliane Bert

### Télévision

#### Réalisateur
- 1961 : La Déesse d'or, feuilleton télévisé produit par Crecifilms et l'ORTF  avec Patrick Dewaere et Daniel Emilfork
- 1961 : Le Temps des copains, série  produite par Telfrance et l'ORTF avec Henri Tisot, Claude Rollet et Jacques Ruisseau
- 1963-1966 : Thierry la Fronde, feuilleton télévisé produit par Telfrance et l'ORTF avec Jean-Claude Drouot, Céline Léger et Clément Michu
- 1965 : Fontcouverte, feuilleton télévisé produit par Telfrance et l'ORTF avec Lucien Barjon, Danièle Évenou et Pierre Massimi
- 1965 : Seule à Paris, feuilleton télévisé produit par Telfrance et l'ORTF avec Sophie Agacinski, André Oumansky et Pierre Santini
- 1966-1967 :Allô Police, les dix premiers épisodes de la série télévisée produite par Telfrance et l'ORTF avec Guy Tréjan
- 1967 : Salle n°8, série télévisée produite par Telfrance et l'ORTF (coréalisation avec Jean Dewever)
- 1968 : Affaire Vilain contre Ministère public, feuilleton télévisé produit par Telfrance et l'ORTF avec Bernard Verley et Victor Lanoux
- 1969 : Une femme à aimer, feuilleton télévisé produit par Telvétia, la TSR et l'ORTF (coréalisation avec Roger Gillioz)
- 1971 : Mon seul amour, feuilleton télévisé produit par Telfrance et l'ORTF avec Juliette Mills, Jean Claudio et Nicole Maurey
- 1973 : Les Écrivains, téléfilm avec Pierre Fresnay, Jean Barney, Yvonne Clech et Nicole Maurey
- 1975 : Pilotes de courses, feuilleton télévisé produit par l'ORTF, Antenne 2 et Pathé avec François Duval et Marie-Georges Pascal
- 1975 : Les Zingari, feuilleton télévisé produit par l'ORTF avec Serge Martina, Roland Armontel et Macha Béranger
- 1976 : Le Milliardaire, téléfilm produit par TF1 avec Renaud Mary, Odile Versois, Marie-Georges Pascal et Jacques Monod
- 1977 : Petite hantise, un épisode de la série Commissaire Moulin produite par Telfrance, TF1 et la SFP avec Yves Rénier et Guy Montagné
- 1977 : Le Retour de Jean, téléfilm avec Max Amyl, Bernard Dhéran et Paulette Dubost
- 1980 : Tout le monde m'appele Pat, téléfilm avec Jacques Bachelier, Evelyne Broussole et Anna Gaylor
- 1980 : La Vie des autres, série télévisée, segment L'intruse avec Claire Dupray, Patrick Guillemin et Jacques Monod

#### Scénariste
- 1969 : Une femme à aimer, feuilleton télévisé coréalisée par Roger Gillioz et Robert Guez
- 1973 : Les Écrivains, téléfilm, adaptation du roman de Michel de Saint Pierre, réalisé par Robert Guez
- 1975 : Les Zingari, feuilleton télévisé, adaptation du roman de Paul Vialar, réalisé par Robert Guez
- 1976 : Le Milliardaire, téléfilm, adaptation du roman de Michel de Saint Pierre, réalisé par Robert Guez
- 1980 : La Vie des autres, série télévisée, segment La part des ténèbres, réalisé par Jean-Luc Moreau